# Messestadt-Ost (metropolitana di Monaco di Baviera)
Messestadt-Ost è una stazione della metropolitana di Monaco di Baviera inaugurata il 29 maggio 1999.
È il terminal dalla linea U2, ed ha due binari.